# Spartanburg
Spartanburg er en by i den amerikanske delstat South Carolina. I 2000 havde byen 39.673 indbyggere. Byen er administrativt centrum i det amerikanske county Spartanburg County.

## Ekstern henvisning
- Wikimedia Commons har flere filer relateret til Spartanburg
- Spartanburgs hjemmeside (engelsk)

34°56′53″N 81°56′05″V / 34.9481°N 81.9347°V